# 홀 인 원 (2010년 영화)
《홀 인 원》(Hole in One, 다른 이름: ParFection: The Golf Movie)은 미국에서 제작된 드류 앤 로젠버그 감독의 2010년 코미디 영화이다. 스티브 탤리 등이 주연으로 출연하였고 케빈 다이아몬드 등이 제작에 참여하였다. 이 영화는 유니버설 픽처스를 통해 유니버설 스튜디오에 의해 개봉되었으며 2010년 9월 12일 영국에서 런칭되었다. 추가적으로 65개 국가에서 상영되었다.

## 출연

### 주연
- 스티브 탤리
- 데이빗 엘리슨
- 딘 캐머런

### 조연
- 크리스 쇼워먼
- K.T. 타타라